# 泥棒がいっぱい
『泥棒がいっぱい』（原題：Too Many Thieves）は、1966年公開されたアメリカ映画。アクション、ミステリー。アブナー・バイバーマン監督。

## ストーリー
マケドニアの財宝が盗まれたことで、若き敏腕弁護士ダニエル（ピーター・フォーク）が泥棒たちから盗まれた財宝を取り戻すミッションを命じられる。だが、泥棒たちが仲間割れした事から、ダニエルは無用な争いに巻き込まれてしまう。

## キャスト
| 役名                   | 俳優                     | 日本語吹替 | 日本語吹替   |
| 役名                   | 俳優                     | NET版      | テレビ東京版 |
| ---------------------- | ------------------------ | ---------- | ------------ |
| ダニエル・オブライエン | ピーター・フォーク       | 小池朝雄   | 牛山茂       |
| ケイティ               | ジョアンナ・バーンズ     |            | 堀越真己     |
| ジョージ               | ネヘミア・パーソフ       |            | 西村知道     |
| フィリックス           | デヴィッド・キャラダイン |            | 大塚明夫     |
| クローディア           | ブリット・エクランド     | 向井真理子 | 叶木翔子     |
| ペトロス               | ピエール・オラフ         |            | 西村智博     |
| アンドリュース         | ジョージ・クールリス     |            | 津田英三     |

- NET版：初回放送1976年5月29日『土曜映画劇場』※ソフト未収録
- テレビ東京版：初回放送1994年5月6日28:05-29:35『ミッドナイトシネマ』※ソフト未収録

## トリビア
本作品の製作を手がけたリチャード・アラン・シモンズは、フォークが初のエミー賞を受賞した『トマトの値段』の脚本家である。フォークの代表作『刑事コロンボ』では、旧シリーズ6作品の製作を手がけ、新シリーズでも5作品の製作総指揮を担当している。